# کوی کارمندان (مشهد)
کوی کارمندان منطقه‌ای در جنوب شرقی مشهد حد فاصل بین بلوار مصلی و بلوار سرخس و بلوار چمن است. این شهرک در منطقهٔ ۶ شهرداری مشهد واقع شده است. عبور بلوار شهید رستمی از میان این شهرک آن را به کوی کارمندان اول و دوم تقسیم کرده است.
فاصله تقاطع رستمی و مصلی تا حرم رضا حدود ۴ کیلومتر و در مسیری کاملاً مستقیم است.